# Petr Zámorský
Petr Zámorský (* 3. srpna 1992, Zlín) je český profesionální hokejový obránce hrající v české nejvyšší soutěži za tým HC Škoda Plzeň.

## Kariéra
S hokejem začínal ve Zlíně, kde hrával v mládežnických kategoriích do roku 2011. V sezoně 2009/2010 získal s týmem PSG Zlín titul v extralize juniorů. V roce 2011 poprvé nastoupil za A-tým PSG Zlín a v následující sezoně 2012/2013 se stal s týmem PSG Zlín vicemistrem české hokejové extraligy. O rok později v sezoně 2013/2014 získal s týmem PSG Zlín titul v české hokejové extralize a získal Zlatou helmu Sencor (za kličku zvanou Spin-o-rama), kterou uděluje televize ČT sport. Na konci sezony 2013/2014 podepsal smlouvu s finským týmem Espoo Blues, kterou posléze oželel a podle zámořských zdrojů uzavřel dvouletý kontrakt s celkem New York Rangers hrajícího NHL.

## Ocenění a úspěchy
- 2014 ČHL - Nejlepší obránce
- 2014 ČHL - Zlatá helma Sencor
- 2014 ČHL - Nejlepší hráč v pobytu na ledě playoff (+/-)
- 2014 ČHL - Vítězný gól
- 2019 ČHL - Nejlepší nahrávač mezi obránci
- 2019 ČHL - Nejproduktivnější obránce
- 2023 ČHL - Nejvyšší průměr strávený na ledě
- 2024 ČHL - Nejvyšší průměr strávený na ledě

## Prvenství
- Debut v ČHL - 18. září 2011 (BK Mladá Boleslav proti PSG Zlín)
- První asistence v ČHL - 18. září 2011 (BK Mladá Boleslav proti PSG Zlín)
- První gól v ČHL - 30. září 2011 (HC Verva Litvínov proti PSG Zlín, brankáři Martin Volke)

## Klubová statistika
| Sezóna       | Klub                   | Soutěž       |     | Základní část | Základní část | Základní část | Základní část | Základní část |   | Play off | Play off | Play off | Play off | Play off |
| Sezóna       | Klub                   | Soutěž       | Z   | G             | A             | B             | TM            | Z             | G | A        | B        | TM       |          |          |
| 2007/2008    | RI Okna Zlín 18        | ČHL-18       | 43  | 3             | 26            | 29            | 38            | 7             | 0 | 2        | 2        | 4        |          |          |
| 2008/2009    | PSG Zlín 18            | ČHL-18       | 39  | 6             | 15            | 21            | 150           | 0             | 0 | 0        | 0        | 0        |          |          |
| 2009/2010    | PSG Zlín 18            | ČHL-18       | 9   | 1             | 8             | 9             | 26            | —             | — | —        | —        | —        |          |          |
| 2009/2010    | PSG Zlín 20            | ČHL-20       | 28  | 4             | 7             | 11            | 79            | 11            | 1 | 1        | 2        | 10       |          |          |
| 2010/2011    | PSG Zlín 20            | ČHL-20       | 46  | 6             | 18            | 24            | 79            | 3             | 0 | 2        | 2        | 2        |          |          |
| 2011/2012    | PSG Zlín 20            | ČHL-20       | 1   | 0             | 0             | 0             | 0             | —             | — | —        | —        | —        |          |          |
| 2011/2012    | HC VCES Hradec Králové | 1.ČHL        | 1   | 0             | 1             | 1             | 0             | —             | — | —        | —        | —        |          |          |
| 2011/2012    | PSG Zlín               | ČHL          | 37  | 1             | 4             | 5             | 34            | 12            | 0 | 0        | 0        | 6        |          |          |
| 2012/2013    | PSG Zlín               | ČHL          | 37  | 8             | 5             | 13            | 30            | 16            | 0 | 4        | 4        | 34       |          |          |
| 2013/2014    | PSG Zlín               | ČHL          | 44  | 7             | 11            | 18            | 80            | 14            | 4 | 5        | 9        | 24       |          |          |
| 2014/2015    | Espoo Blues            | SM-l         | 25  | 3             | 3             | 6             | 18            | —             | — | —        | —        | —        |          |          |
| 2014/2015    | Örebro HK              | SHL          | 10  | 1             | 4             | 5             | 8             | 6             | 2 | 2        | 4        | 4        |          |          |
| 2015/2016    | Hartford Wolf Pack     | AHL          | 10  | 1             | 1             | 2             | 6             | —             | — | —        | —        | —        |          |          |
| 2015/2016    | Örebro HK              | SHL          | 30  | 4             | 13            | 17            | 14            | 2             | 0 | 0        | 0        | 25       |          |          |
| 2016/2017    | Örebro HK              | SHL          | 46  | 6             | 10            | 16            | 24            | —             | — | —        | —        | —        |          |          |
| 2017/2018    | HC Sparta Praha        | ČHL          | 15  | 2             | 0             | 2             | 10            | —             | — | —        | —        | —        |          |          |
| 2017/2018    | Mountfield HK          | ČHL          | 29  | 0             | 8             | 8             | 30            | 10            | 1 | 4        | 5        | 2        |          |          |
| 2018/2019    | Mountfield HK          | ČHL          | 50  | 10            | 28            | 38            | 10            | 4             | 0 | 0        | 0        | 12       |          |          |
| 2019/2020    | Mountfield HK          | ČHL          | 33  | 1             | 8             | 9             | 26            | —             | — | —        | —        | —        |          |          |
| 2020/2021    | Mountfield HK          | ČHL          | 22  | 3             | 6             | 9             | 14            | —             | — | —        | —        | —        |          |          |
| 2020/2021    | HC Kometa Brno         | ČHL          | 25  | 3             | 15            | 18            | 20            | 9             | 1 | 3        | 4        | 4        |          |          |
| 2021/2022    | Örebro HK              | SHL          | 49  | 3             | 10            | 13            | 24            | 8             | 0 | 1        | 1        | 2        |          |          |
| 2022/2023    | HC Škoda Plzeň         | ČHL          | 51  | 7             | 25            | 32            | 26            | 5             | 0 | 3        | 3        | 4        |          |          |
| 2023/2024    | HC Škoda Plzeň         | ČHL          | 52  | 11            | 29            | 40            | 18            | 3             | 0 | 0        | 0        | 0        |          |          |
| 2024/2025    | HC Škoda Plzeň         | ČHL          | 46  | 6             | 10            | 16            | 22            | 4             | 0 | 2        | 2        | 0        |          |          |
| Celkem v ČHL | Celkem v ČHL           | Celkem v ČHL | 441 | 59            | 149           | 208           | 348           | 77            | 6 | 21       | 27       | 86       |          |          |

## Reprezentace
| Rok                       | Tým                       | Soutěž                    | Z  | G | A | B | TM |
| ------------------------- | ------------------------- | ------------------------- | -- | - | - | - | -- |
| 2010                      | Česko 18                  | MS-18                     | 6  | 1 | 1 | 2 | 2  |
| 2012                      | Česko 20                  | MSJ                       | 5  | 0 | 2 | 2 | 6  |
| 2014                      | Česko                     | MS                        | 10 | 0 | 3 | 3 | 12 |
| 2019                      | Česko                     | MS                        | 5  | 0 | 1 | 1 | 2  |
| Juniorská kariéra celkově | Juniorská kariéra celkově | Juniorská kariéra celkově | 11 | 1 | 3 | 4 | 8  |
| Seniorská kariéra celkově | Seniorská kariéra celkově | Seniorská kariéra celkově | 15 | 0 | 4 | 4 | 14 |